# Amt Neumünster

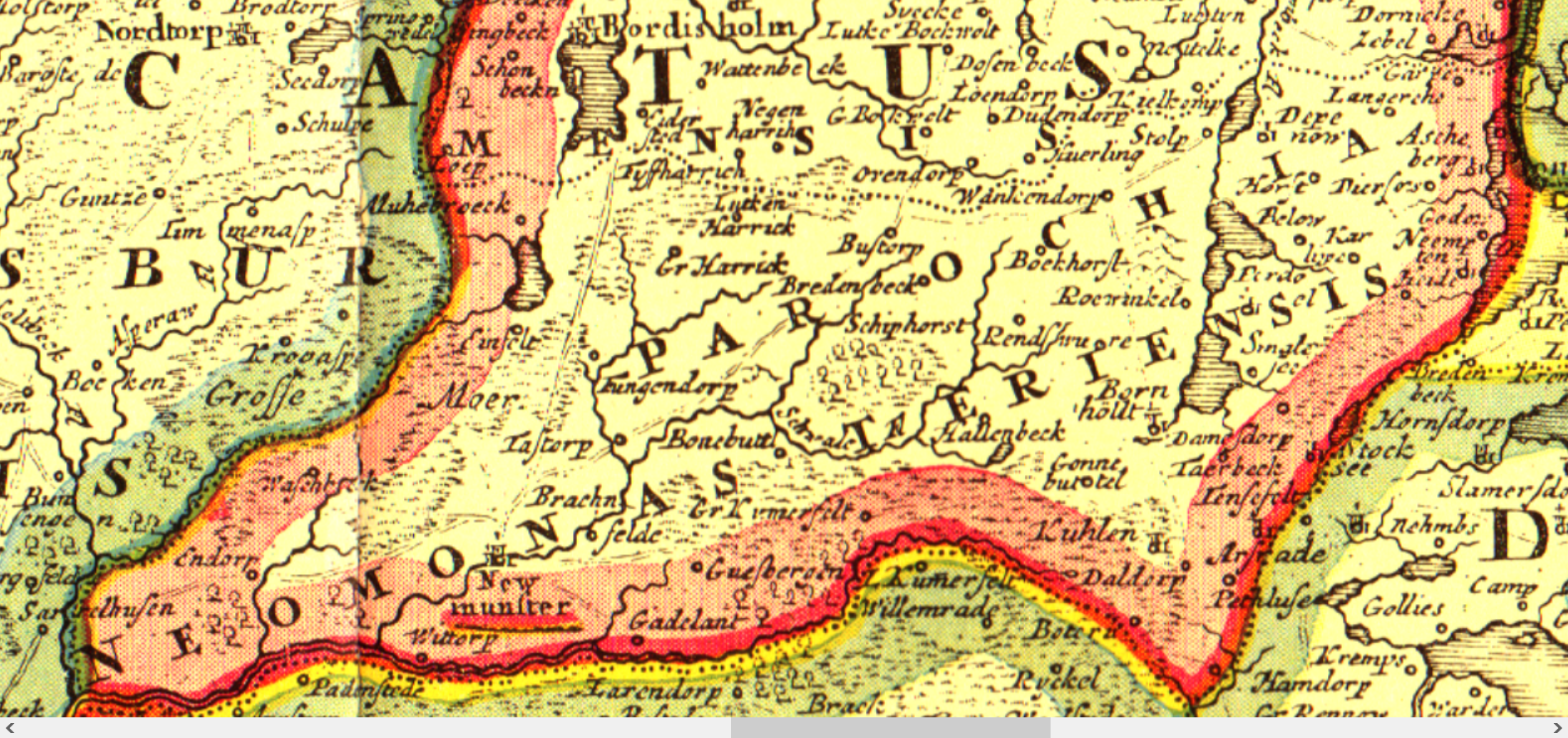
Grenzen des mit dem Amt weitgehend deckungsgleichen Kirchspiels Neumünster, ca. 1700

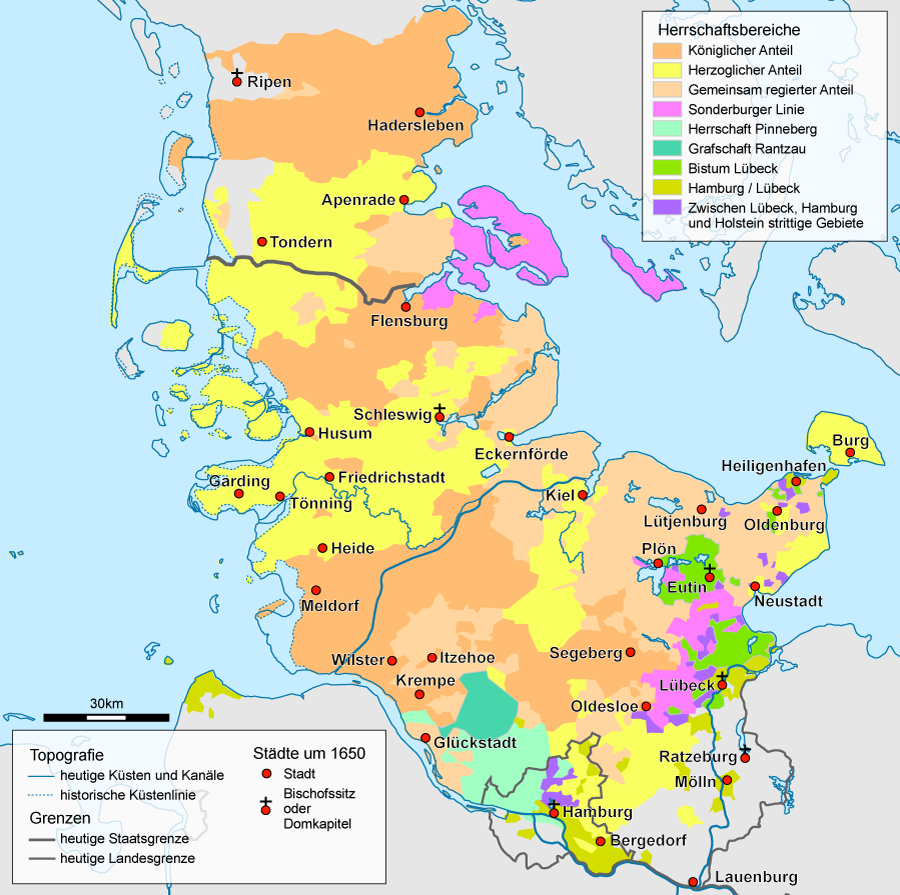
Aufteilung von Schleswig und Holstein um 1650. Das Amt Neumünster gehörte mit den nördlich anschließenden Ämtern Bordesholm und Kiel zum herzoglichen Anteil (Schleswig-Holstein-Gottorf)

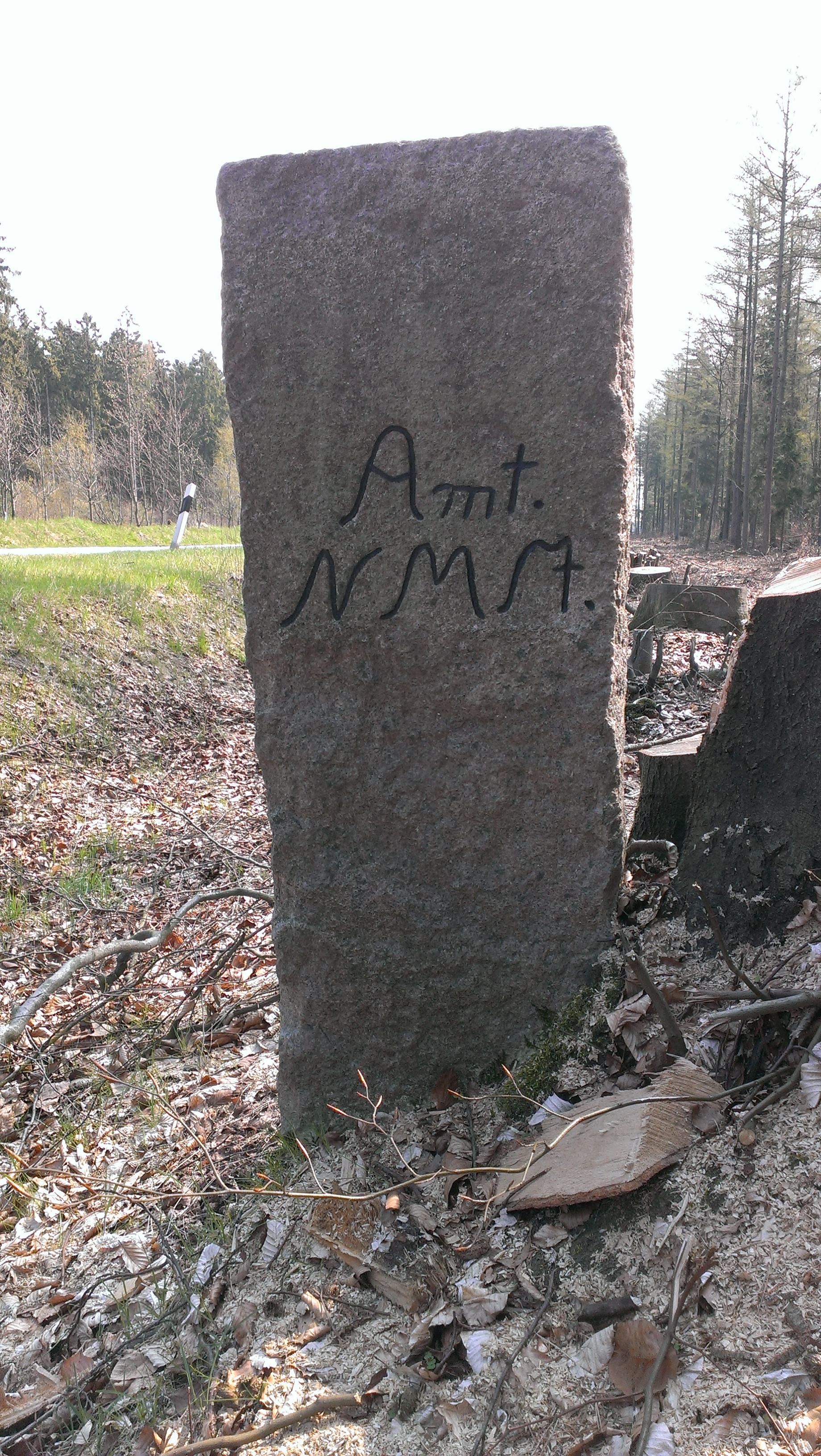
Grenzstein des ehemaligen Amtes Neumünster

Das Amt Neumünster ist eine ehemalige übergemeindliche Verwaltungseinheit im Herzogtum Holstein. Das Amt entwickelte sich seit dem 16. Jahrhundert aus dem Kirchspiel Neumünster. Es bestand eindeutig vom Kirchspiel getrennt von 1749 bis 1867.
Das Amt Neumünster umfasste den damaligen Marktflecken Neumünster und mehrere umliegende Dörfer. Im Norden grenzte es an das Amt Bordesholm. Zusammen mit Bordesholm und dem Amt Kiel bildete das Amt Neumünster ein zusammenhängendes Gebiet, das bei der Landesteilung von 1544 gemeinsam an das Herzogtum Schleswig-Holstein-Gottorf kam.
Das Amt hatte als Funktionsstellen Amtmann, Amtsverwalter, Hausvogt und Aktuar, die in Neumünster wohnten. Der bekannteste Amtmann war Caspar von Saldern. Im Amt Neumünster galten vor Gericht die „Neumünsterschen Kirchspielsgebräuche“.
Im Landesarchiv Schleswig-Holstein ist ein vergleichsweise gut erhaltener Archivbestand von 1508 bis 1867 verfügbar.

## Entstehungsgeschichte

### Mittelalterliches Kirchspiel
Eine Untersuchung der Namen und der frühen Flurformen der zum späteren Amt Neumünster gehörenden Orte legt nahe, dass es sich überwiegend um altsächsische Dorfgründungen handelt. Im Jahre 1141 wurde dem neuen Kloster der Augustiner-Chorherren, das im Bereich des heutigen Kleinfleckens im heutigen Neumünsteraner Zentrum lag, der Zehnte einer Reihe von Dörfern zugesprochen. Es waren die heute noch bestehenden Orte
- Bönebüttel, Brachenfeld, Gadeland, Harrie (siehe Großharrie und Kleinharrie), Husberg, Kummerfeld, Padenstedt, Tasdorf, Tungendorf, Wippenthorp (vermutlich Sitz des Klosters), Wittorf (Neumünster)

und mehrere wüst gefallene Dörfer. Diese Orte bilden den Grundstock des Kirchspiels Neumünster. Das Kloster der Augustiner siedelte um 1330 nach Bordesholm um; der Kleinflecken blieb verwaltungsrechtlich dabei bei Bordesholm. Bereits zuvor war Tasdorf an das Kloster Preetz verschenkt worden und schied aus dem Kirchspiel aus.
Das Kirchspiel gehörte nach verschiedenen Landesteilungen im 14. und beginnenden 15. Jahrhundert zur Burgvogtei Kiel, dem Vorläufer des Amtes Kiel. Noch 1457 ist das Kirchspiel kein eigenständiges Amt, sondern wird mit dem bereits bestehenden Amt Rendsburg vereinigt; 1490 mit dem Amt Plön.

### Neuzeit: langsame „Amtwerdung“
Erste Hinweise darauf, dass es im Kirchspiel Neumünster einen Amtmann gibt, stammen aus dem Jahr 1502, als das Kirchspiel zusammen mit dem Amt Kiel verwaltet wurde. 1521 ist dann erstmals eindeutig von einem Amtmann die Rede. Diese Bezeichnung lässt jedoch nicht klar darauf schließen, dass es ein eigenständiges Amt Neumünster gab, da sich die Funktionen von Amtmann und Kirchspielvogt (= weltlichem Vorsteher eines Kirchspiels) sehr stark ähnelten.
Im Landregister von 1546 werden für das Kirchspiel die seit 1141 wüst gefallenen Dörfer nicht mehr aufgeführt; statt Wippenthorp/Wippendorf wird Neumünster gelistet. Zu den damals zu findenden Orten kommen hinzu
- Arpsdorf, Boostedt, Braak, Bredenbek, Busdorf, Ehndorf, Einfeld, Latendorf und Wasbek.

- Gadeland, Heidmühlen, Willingrade und Rickling

werden teilweise genannt oder später nur mit einem Teil der Hofstellen einbezogen. Insbesondere für Gadeland ist die hoheitsrechliche Lage kompliziert: Hier fallen die einzelnen Hufen und Katen unter eine von drei verschiedene Gerichtsherrschaften und Grundherrschaften: Kloster Preetz, neumünstersche Kirche, Amt Kiel. Teilweise fallen dabei sogar Grund- und Gerichtsherrschaft auseinander.
1564 und 1586 ist in offiziellen Dokumenten von der Vogtei Neumünster die Rede. Der Status als Amt Neumünster scheint dann 1606 so weit gesichert, dass eine Pfändungsurkunde das Amt Neumünster in einer Reihe mit dem Amt Kiel und dem Amt Bordesholm nennt. In den Folgejahren (1610–1746) ist dann wieder das Kirchspiel Neumünster in das Amt Kiel einbezogen. So ist der Kieler Amtsschreiber bis 1695 auch für Neumünster zuständig. Ab 1695 nimmt der Neumünsteraner Kirchspielvogt das Amt des Amtsschreibers wahr - aber nur für das Gebiet des Kirchspiels. Laut E. Busche ist es daher nicht gesichert, dass vor Mitte des 18. Jahrhunderts tatsächlich ein eigenständiges Amt Neumünster bestand. Sicher gab es keines, das über den Bereich des Kirchspiels hinaus ging.
Erst von 1749 und dann bis 1867 bestand unzweideutig das Amt Neumünster.

## Bedeutende Amtsträger
Von den Beamten des Amts Neumünster sind insbesondere bemerkenswert Mitglieder der Familien Wittorf und von Saldern.
- Die herrschaftliche Familie Wittorf (auch: Wittorp) stellte v. a. im 16. Jahrhundert mehrere Kirchspielvögte und Amtsleute. Für ein Jahrhundert handelte es sich um die einflussreichste Familie im Amt. Die Familie hatte u. a. auch die Grundherrschaft über 2–3 Dutzend Hufe und Katen in den Dörfern des späteren Amts Neumünster inne.

- Friedrich von Saldern, eigentlich Sallern, wurde 1720 der erste Amtsschreiber von Neumünster und Bordesholm, etwas später bis zu seinem Tod 1722 Amtsverwalter in Neumünster. Sein Sohn Caspar von Saldern war ab 1737 Amtsverwalter in Neumünster. Er ließ 1745 ein Amtshaus für in Neumünster bauen Caspar-von-Saldern-Haus. Er wurde 1748 amtsenthoben.